# Labid
 (juin 2010).
Si vous disposez d'ouvrages ou d'articles de référence ou si vous connaissez des sites web de qualité traitant du thème abordé ici, merci de compléter l'article en donnant les références utiles à sa vérifiabilité et en les liant à la section « Notes et références ».
Labid ben Rabi'a (arabe : لَبيد بن ربيعة بن مالك أبو عقيل العامِري) était un poète arabe de l'époque pré-islamique, qui aurait vécu de 560 à 661 apr. J.-C.

## Biographie
Labid appartenait à la tribu des Beni'Amir ben Sa'sa'a ; il est décrit comme un guerrier valeureux et généreux, défenseur des siens. Ses textes mettent en scène de nombreuses batailles. Ses talents de poète lui servent également à la diplomatie : proche des ghassanides, il put cependant éviter que le roi lakhmide en place, d'abord favorable aux Beni Asad, ne prenne parti contre eux.
Lui et les siens se convertirent à l'islam vers 629 ; il renonça alors à la poésie. Il se serait éteint à Koufa, âgé de plus de cent ans.

## Extrait
Voici, dans sa mu'allaqât, deux petits extraits traduits par Pierre Larcher qui montrent l'importance qu'il accorde à la tribu (v. 81-82).
Chaque peuple a sa loi et, pour sa loi, un guide!

Ils ne sont pas flétris ni leur geste abolie

Leur patience, avec la passion, ne fléchit pas!

## Référence
- Les Mu'allaqât, Les Sept poèmes pré-islamiques, préfacés par André Miquel, traduits et commentés par Pierre Larcher, collection Les immémoriaux, Fata Morgana (2000).